# ヤマカガシ
ヤマカガシ（赤楝蛇、山楝蛇、学名：Rhabdophis tigrinus）は、爬虫綱有鱗目ナミヘビ科ヤマカガシ属に分類されるヘビ。

## 分布
日本（本州、四国、九州、佐渡島、隠岐島、壱岐島、五島列島、屋久島、種子島に分布し、対馬や伊豆諸島、南西諸島（トカラ列島以南）、小笠原諸島および北海道には分布しない）固有種
模式標本の産地（基準産地・タイプ産地・模式産地）は、長崎。

## 形態

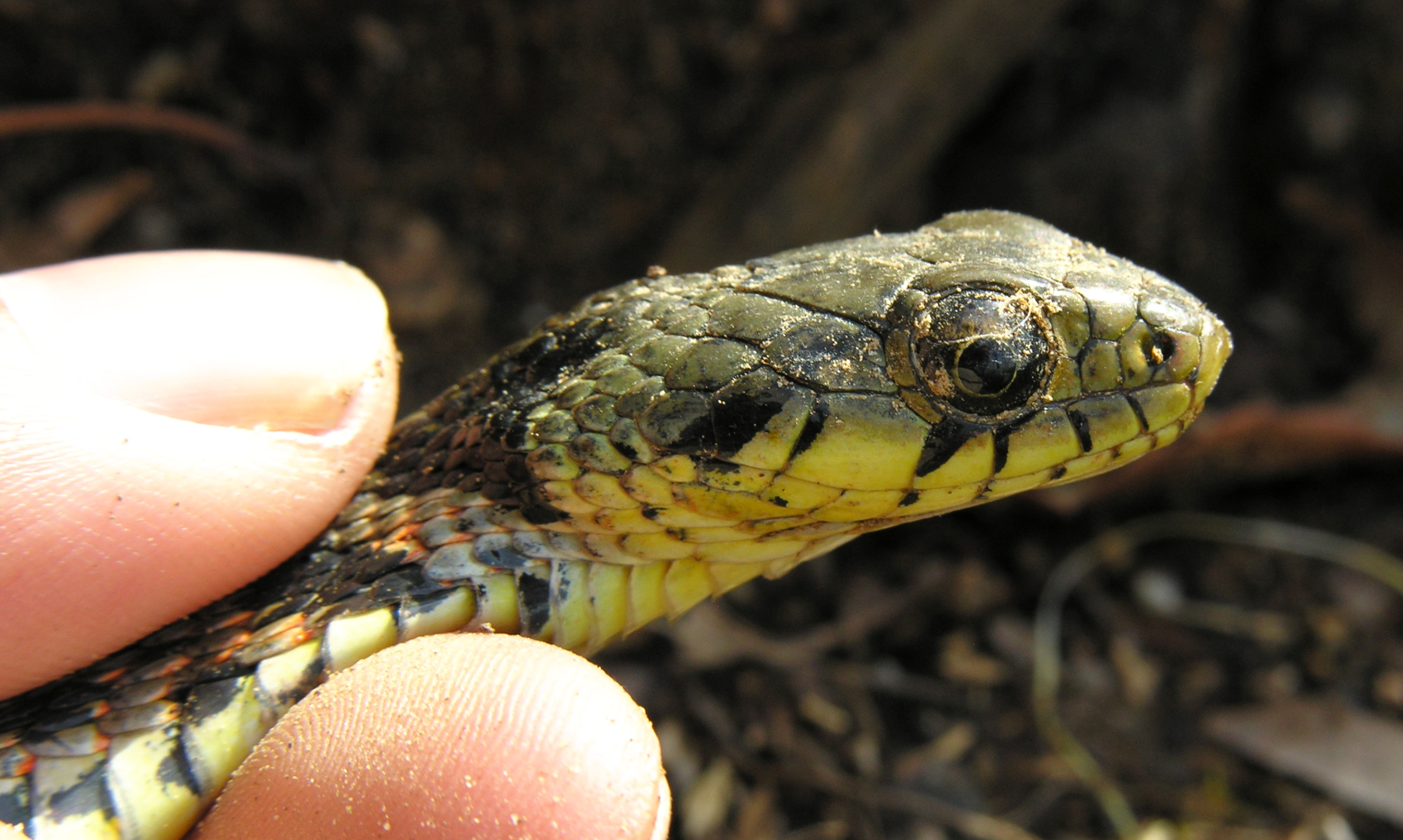
頭部

全長60 - 120センチメートル。体色は地域変異があり、関東地方の個体群は体側面に赤色と黒色の斑紋が交互に入る。関西地方の個体群は体側面の斑紋が不明瞭。近畿地方西部から中国地方の個体群では青色型もみられる。また黒化型は素人では他種蛇と判別がつきにくいが多くはあごの下が黄色い。
頸部背面には黄色の帯があり、幼体でより鮮やかで、成長するにつれてくすんでくる。この黄色の帯も個体によっては表れない。
鱗には強いキールがある。

### 毒
1932年に咬傷時に出血傾向が見られるなどの数例の咬傷時の報告例はあったが、以前は無毒種であると考えられていた。咬傷時の症状がブームスラングと一致すること、後述する死亡例などから、1974年に有毒種と報告された。
毒牙は上顎の奥歯にあり、0.2センチメートル以下と短い。毒腺（デュベルノワ腺）を圧迫する筋肉が無いため、一瞬噛まれただけでは毒が注入されないこともある。
毒性は強い血液凝固作用で、血管内で微小な血栓形成を引き起こす。咬傷直後には局所的な激しい痛みや腫れはあまり起こらない。毒が患部から血液に入ると、血液凝固作用によりフィブリノーゲンが大量に消費される。フィブリノーゲン、続けて血小板が血栓の形成に伴い減少することで全身の血液が止血作用を失う。並行して血栓を溶かす作用（線溶血性）が亢進し、毛細血管が多い鼻粘膜・歯茎・消化器官・肺からの出血、全身の皮下出血を引き起こす。出血あるいは血栓が原因と考えられている一過性の頭痛が起こることがあり、頭痛が発生した場合は毒量が多いと考えられ重症化する例が多い。赤血球が血栓で狭窄した血管を通る際に損傷し、赤血球内のヘモグロビンが血中あるいは尿に溶出するため褐色尿も見られる。重症例では脳出血・急性腎不全・DICなどを引き起こす。20グラムのマウスに対する半数致死量（LD50/20g mouse）は静脈注射で5.3マイクログラム（日本産の他種ではセグロウミヘビ1.7 - 2.2マイクログラム、ニホンマムシ19.5 - 23.7マイクログラム、ハブ沖縄島個体34.8マイクログラム・奄美大島個体47.8マイクログラムなど）。
これとは別に、
頸部皮下にも毒腺（頸腺）があり、頸部を圧迫すると毒が飛び散る。目に入った場合の症例として刺激痛や結膜炎・充血・角膜混濁・デスメ膜の線状混濁・角膜知覚麻痺・瞳孔反応の遅鈍・縮瞳・散瞳・虹彩炎などがある。2007年に本種が獲物であるヒキガエル類から得た毒物（ブフォトキシン）を蓄積し、頸腺の毒として用いているという説が提唱された。この報告例では岡山県・京都府産のメス4個体にモリアオガエルとヤマアカガエル・キンギョのみを与えた後にアメリカ合衆国に送り、これらの個体から得られた幼蛇の頸腺に毒物が含まれているか検査するという方法が用いられた。このうち1個体を除いてこの実験では母親となった3個体では頸腺から毒物は検出されないかほとんど検出されておらず、捕獲以前からヒキガエル類を長期間捕食していなかったことが示唆されている。これらの幼蛇からは毒物が検出されなかったが、アメリカ合衆国に分布するヒキガエル類Anaxyrus quercicus（2007年の時点ではBufo quercicus）の幼体を餌として与えると頸腺から毒物が検出されるという結果が得られた。ヒキガエル類が分布しない金華山産の個体はヒキガエル類を食べていないと仮定し、金華山産の個体でも同様の実験が行われこちらの実験では幼蛇の一部に餌としてニホンヒキガエルが与えられた。餌を与えなかった幼蛇やニホンヒキガエルを食べなかった幼蛇では頸腺に毒物は検出されなかったものの、ニホンヒキガエルを餌とした幼蛇の頸腺からは毒物が検出されるという結果が得られている。
これらのことから、本種は用途の違う2種類の毒を持っていると言えるだろう。

## 生態

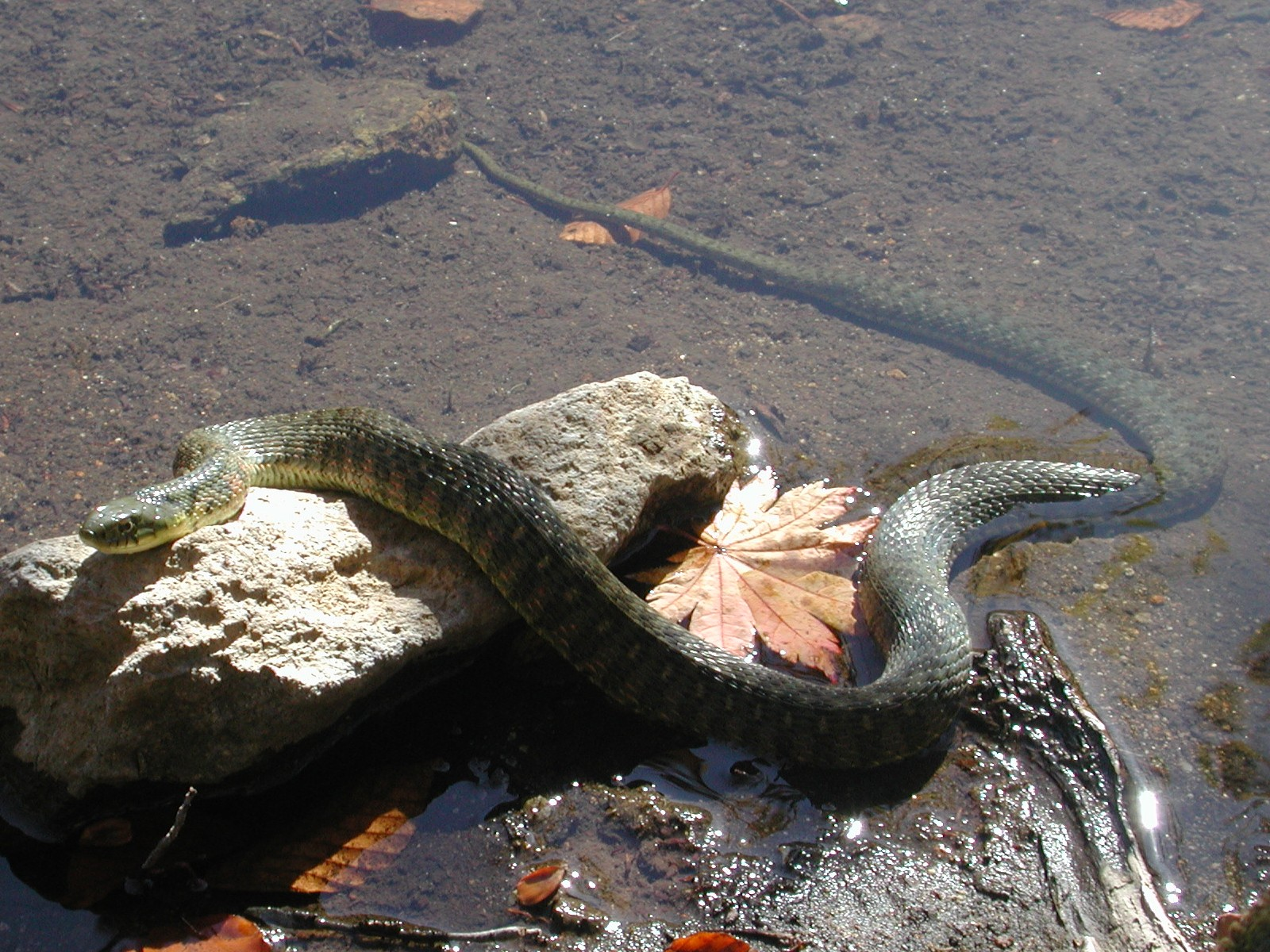
ヤマカガシは水辺を好む

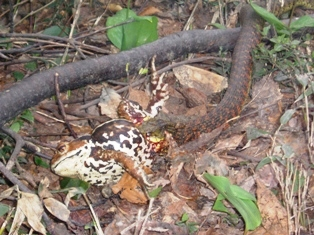
ヒキガエルを捕らえた様子

カガシとは日本の古語で「蛇」を意味し、ヤマカガシは、「山の蛇」となる。
性質は一般には大人しいとされているが、中には非常に攻撃的な個体もいるため、注意が必要である。
主にカエルを食べるが、有尾類、ニホンカナヘビ、ドジョウ類なども食べる。飼育下の幼蛇の観察例では魚類は死んでから食べることもあり頭から飲み込むことが多いが、カエルは生きたまま捕食し最初に噛みついた場所から飲み込むことが多かったという報告例もある。
水田の土中に頭を入れて、土に潜ったトノサマガエルなども捕食する。飼育下では、ドジョウや金魚の捕食例もある。
捕食者はシマヘビ、イヌワシ、クマタカ、サシバ、ノスリ、モズなどが挙げられる。幼蛇の死骸がガムシの幼虫やタガメに食べられた報告例もあり、このうちタガメの例ではタガメの摂食跡の他に目立った外傷もなかったこと・タガメは主に獲物を待ち伏せ捕食すること・タガメ科の別属他種ではヘビ類も襲う報告例があることから捕食された可能性もあると考えられている。
繁殖様式は卵生。秋期に交尾を行う。7月に1回に2 - 43個の卵を産む。

## 分類（ヤマカガシ属）

### シノニム
- Tropidonotus tigrinus H. Boie, 1826
- Amphiesma tigrinum A.M.C. Duméril, Bibron et A.H.A. Duméril, 1854
- Tropidonotus lateralis Berthold, 1859
- Amphiesma tigrinum Hallowell, 1860
- Tropidonotus orientalis Günther, 1862
- Tropidonotus tigrinus Günther, 1888
- Tropidonotus tigrinus Boulenger, 1893
- Tropidonotus tigrinus Boulenger, 1896
- Natrix tigrina Stejneger, 1907
- Natrix tigrina lateralis Stejneger, 1907
- Natrix tigrina formosana Maki, 1931 - 記載者は牧茂市郎（ドイツ語版）（まき もいちろう）。
- Natrix tigrina lateralis Glass, 1946
- Natrix tigrina Alexander et Diener, 1958
- Rhabdophis tigrina Malnate, 1960
- Rhabdophis tigrina lateralis Zhao et Jiang, 1986
- Rhabdophis tigrinus formosanus Ota et Mori, 1985 - 記載者は、太田英利（おおた ひでとし）[人 1]と森哲（もり あきら）[人 2]。

### 系統分類
朝鮮半島や中華人民共和国・沿海地方の個体群を亜種 R. t. lateralis（基亜種＜狭義の本種＞のシノニムとされることもあった）、台湾の個体群を亜種 R. t. formosanus とする説もあった。2012年に発表された220頭（日本202頭）のミトコンドリアDNAのシトクロムbの一部の塩基配列を決定し最大節約法や最尤法・ベイズ推定を用いた分子系統推定では、亜種間の遺伝的距離が同属他種と同程度に大きいという解析結果が得られた。そのため亜種を分割して、独立種とする説もある。
この系統推定では日本国内では中国地方西部を除く本州・四国 (clade I) と、中国地方西部・九州 (clade II) の2系統に分かれるという解析結果も得られた。clade I は主に近畿地方を境目に分かれる2つの系統（能登半島・佐渡島を除く本州中部・東部subclade I-A、本州西部・四国・能登半島・佐渡島subclade I-B）と、広域分布しこれら双方の系統とも同所的に分布する系統 (subclade I-C) の計3系統に分かれるという解析結果が得られた。

### 下位分類
- Rhabdophis tigrinus tigrinus (Boie, 1826)
- Rhabdophis tigrinus formosanus (Maki, 1931)  - 記載者は牧茂市郎。台湾の個体群。亜種とする説に基づいて記述しているが、上述のとおり、Rhabdophis tigrinus とは同属異種とする説もある。

## 人間との関係
本種は、アオダイショウ、シマヘビとともに、日本本土でよく見かけるヘビの一種である。同じ毒蛇であるニホンマムシと比べても生息数は多く、水田などを活動の場とすることで人との関わりも深い。カエルを主な餌とするため、日本の農業、特に水田の発達と共にヒキガエルや他のカエルの繁殖地が増加していき、それに伴って発展していったものと考えられている。
20世紀後期後半以降、水田の減少とそれに伴うカエルの減少に比例するかたちで個体数は減少していると見られる。特に都市部で本種を見かけるのは極めて稀なこととなった。
咬傷は主に捕獲時や取扱い時に発生する。2002年（平成14年）の時点で、本種の咬傷により1972年に肺水腫（咬傷被害は1971年〈昭和46年〉）、1982年（昭和57年）と1984年（昭和59年）に脳出血による3例の死亡例が報告されている。頸腺による被害は、本種の頸部を棒で叩いた場合などにより発生する。1989年（昭和64年/平成元年）時点で14例の症例が報告されている。
本種の血清は1984年（昭和59年）の死亡例から試作品が作られ、2001年（平成13年）までに11例の重症例で使用された。2001年に厚生省の研究班によって製造された試作品が、2002年の時点では、財団法人日本蛇族学術研究所、国立感染症研究所、杏林大学で保管されている。
日本では2021年（令和3年）の時点でラブドフィス属（ヤマカガシ属）単位で特定動物に指定されており、2019年6月には愛玩目的での飼育が禁止された（2020年6月に施行）。